# Honda XR 125L
Honda XR 125 L je model z řady terénních motocyklů XR japonské firmy Honda. "125" znamená obsah válce, písmeno "L" označovalo modely i pro silniční provoz, kdežto "R" byly čistě terénní.

## Popis
Lehký terénní motocykl kategorie enduro s dvojitým ocelovým svařovaným rámem, jednoválcovým, vzduchem chlazeným čtyřtaktním motorem o obsahu 124 cm3, s výkonem 8,1 kW při 8500 ot/min, pětistupňovou převodovkou a sekundárním řetězem. Vyráběl se od roku 2003.

## Technické parametry
- Suchá hmotnost: 129 kg
- Pohotovostní hmotnost:
- Maximální rychlost: 100 km/h
- Spotřeba paliva: 3,9 l/100 km